# Llista de formatges alemanys

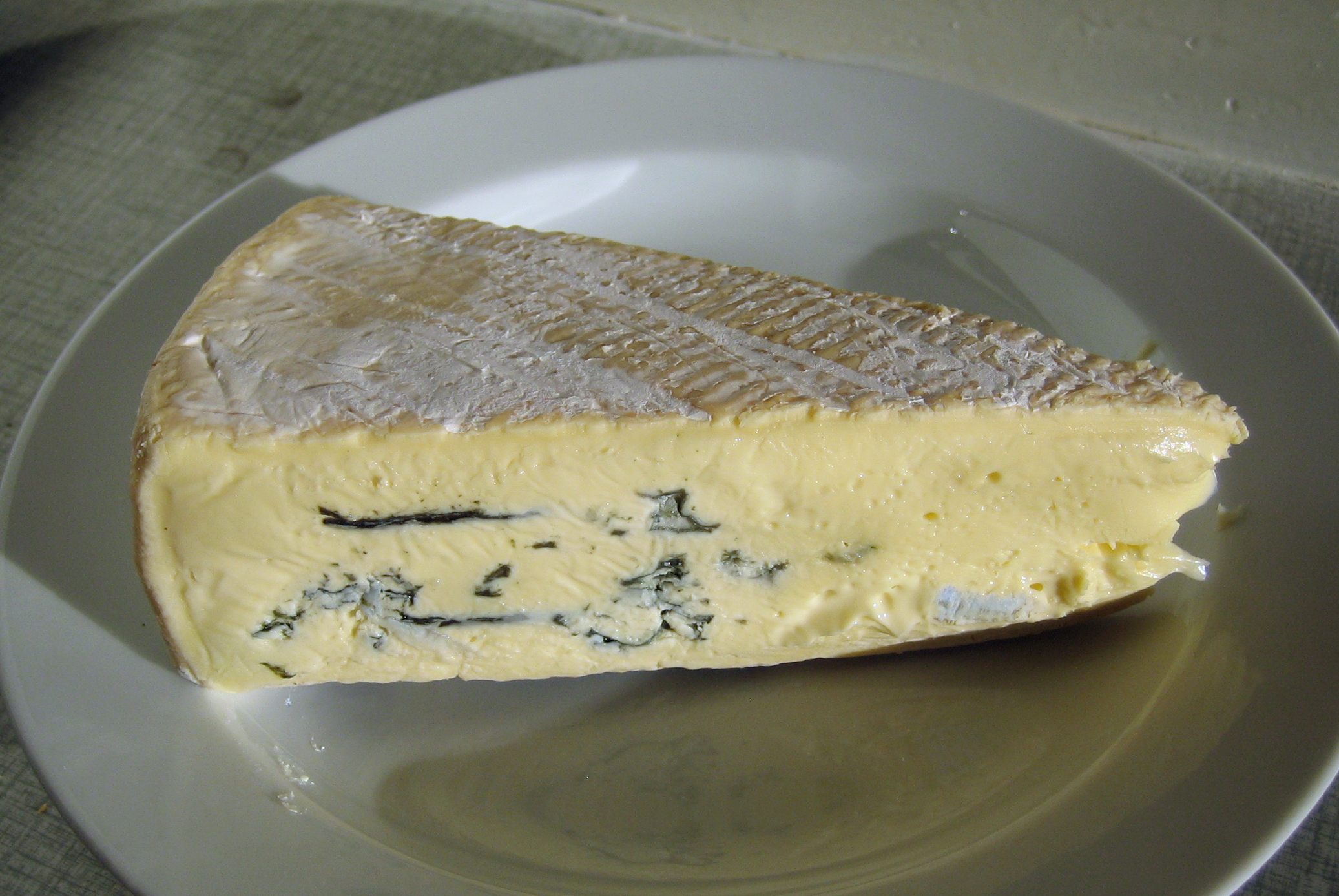
Cambozola

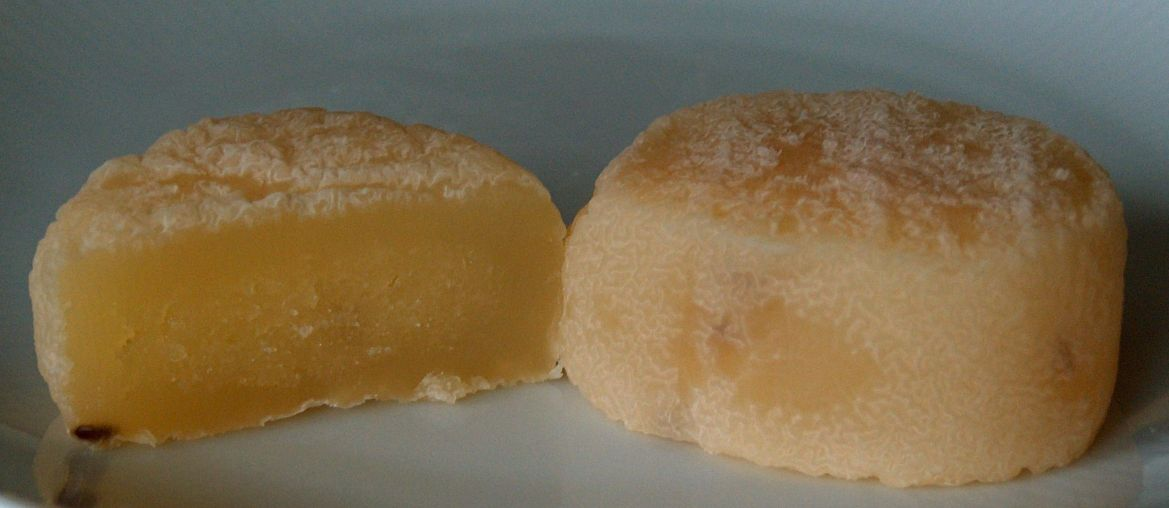
Harzer

Llista de formatges:
- Allgäuer Bergkäse
- Allgäuer Emmentaler
- Altenburger Ziegenkäse
- Bördespeck
- Butterkäse
- Cambozola
- Frankfurter Handkäse
- Harzer Käse
- Grünländer
- Grüntenkäse
- Klützer Gold
- Milbenkäse
- Nieheimer Käse
- Kochkäse
- Limburger
- Odenwälder Frühstückskäse
- Romadur
- Spundekäs
- Steinbuscher
- Tilsiter
- Tollenser
- Weisslacker
- Wilstermarschkäse